# Macromia sombui
Macromia sombui är en trollsländeart som beskrevs av Vick 1988. Macromia sombui ingår i släktet Macromia och familjen skimmertrollsländor. IUCN kategoriserar arten globalt som otillräckligt studerad. Inga underarter finns listade i Catalogue of Life.